# ديفيد بورتر
ديفيد بورتر هو سياسي كندي، ولد في 1849، وتوفي في 7 أغسطس 1893. حزبياً، نشط في الحزب الليبرالي في أونتاريو ‏. وقد انتخب عضو برلمان مقاطعة أونتاريو.